# Anna de la Tour

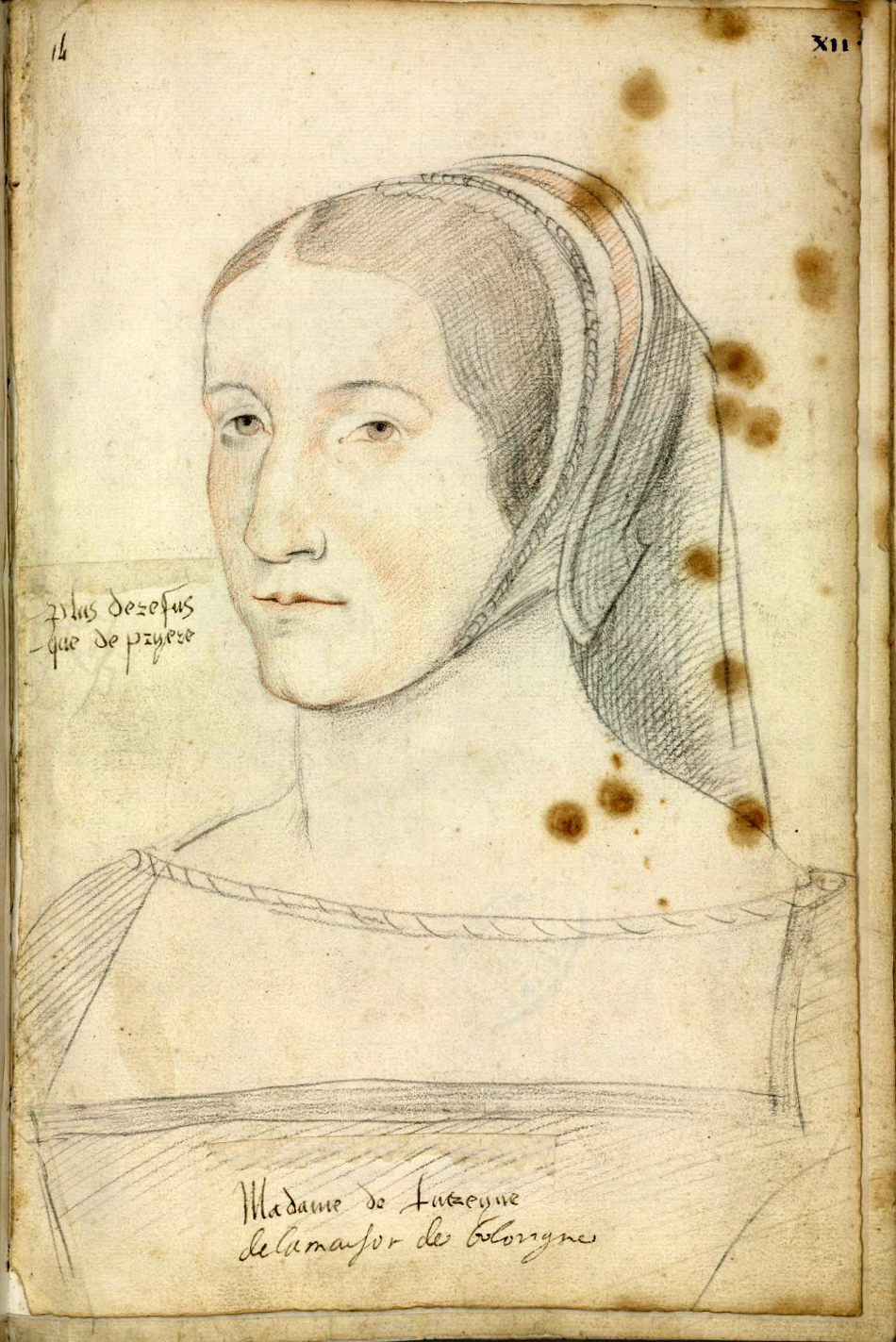
Anna de la Tour

Anna de la Tour (1496 - Saint-Saturnin, juni 1524) was erfgravin van Auvergne en Boulogne, en door haar huwelijk hertogin van Albany en prinses van Schotland. Zij is bekend gebleven door twee rijk geïllustreerde 16-eeuwse manuscripten die haar stamboom en kastelen in beeld brengen. Ook was zij opdrachtgever voor de bouw van de Sainte Chapelle in Vic-le-Comte.

## Biografie
Anna de la Tour was de oudste dochter van Jan IV van Auvergne, graaf van Auvergne en Boulogne, en Johanna van Bourbon. Zij erfde de titels en het fortuin van haar vader na diens dood in 1501. Op 13 juli 1505 trouwde ze met haar neef, de Schot John Stewart, hertog van Albany (1484-1536). Zij was toen acht of negen jaar oud. Dit huwelijk werd gesloten op aandringen van koning Lodewijk XII van Frankrijk, die wilde voorkomen dat Anna's moeder Johanna van Bourbon en haar nieuwe echtgenoot te veel invloed zouden krijgen in het graafschap Auvergne. Haar man was enige tijd de Schotse troonopvolger en van 1515 tot 1524 regent van Schotland tijdens de minderjarigheid van koning Jacobus V.
Anna de la Tour stierf kinderloos. Haar titels en domeinen gingen na de dood van John Stewart over op haar nicht Catharina de Medici, de latere koningin-gemalin van Frankrijk.

## Nalatenschap
Anna de la Tour is bekend gebleven door twee rijk geïllustreerde manuscripten die haar stamboom en kastelen in beeld brengen; deze zijn rond 1519 voor haar gemaakt. Een van deze manuscripten is tegenwoordig in bezit van de Koninklijke Bibliotheek in Den Haag, het andere bevindt zich in de collectie van de Bibliothèque nationale de France. Samen met haar man was ze opdrachtgever voor de bouw van de Sainte Chapelle in Vic-le-Comte, een kerk in renaissancestijl. De familiewapens van het echtpaar zijn nog steeds in de kerk te zien; een gebrandschilderd raam met hun afbeelding is verloren gegaan. Anna de la Tour is ook in deze kerk begraven.

Illustraties uit het manuscript 'Genealogie de Madame Anne de la Tour, princesse de l'Ecosse'
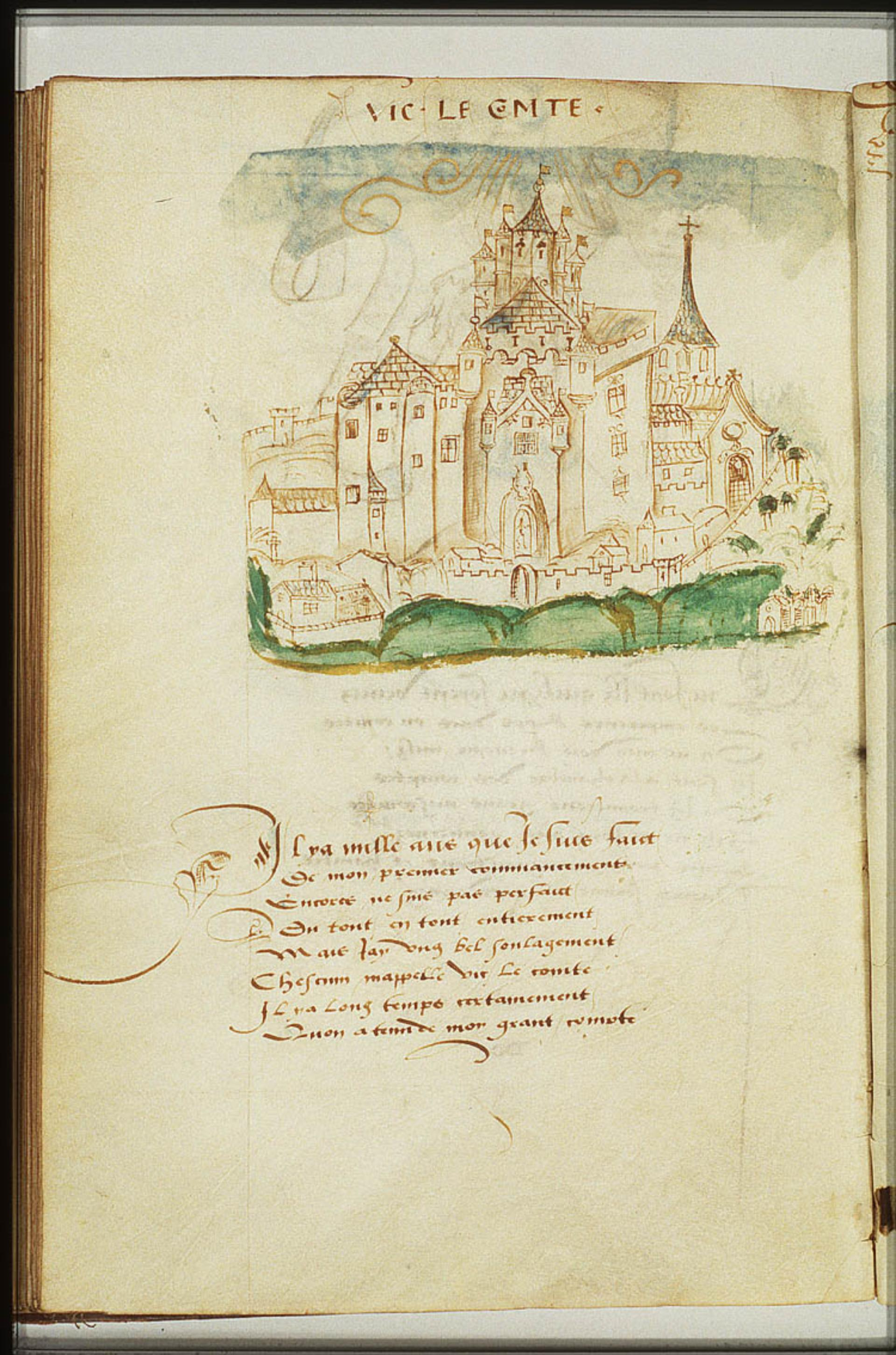
Kasteel Vic-le-Comte
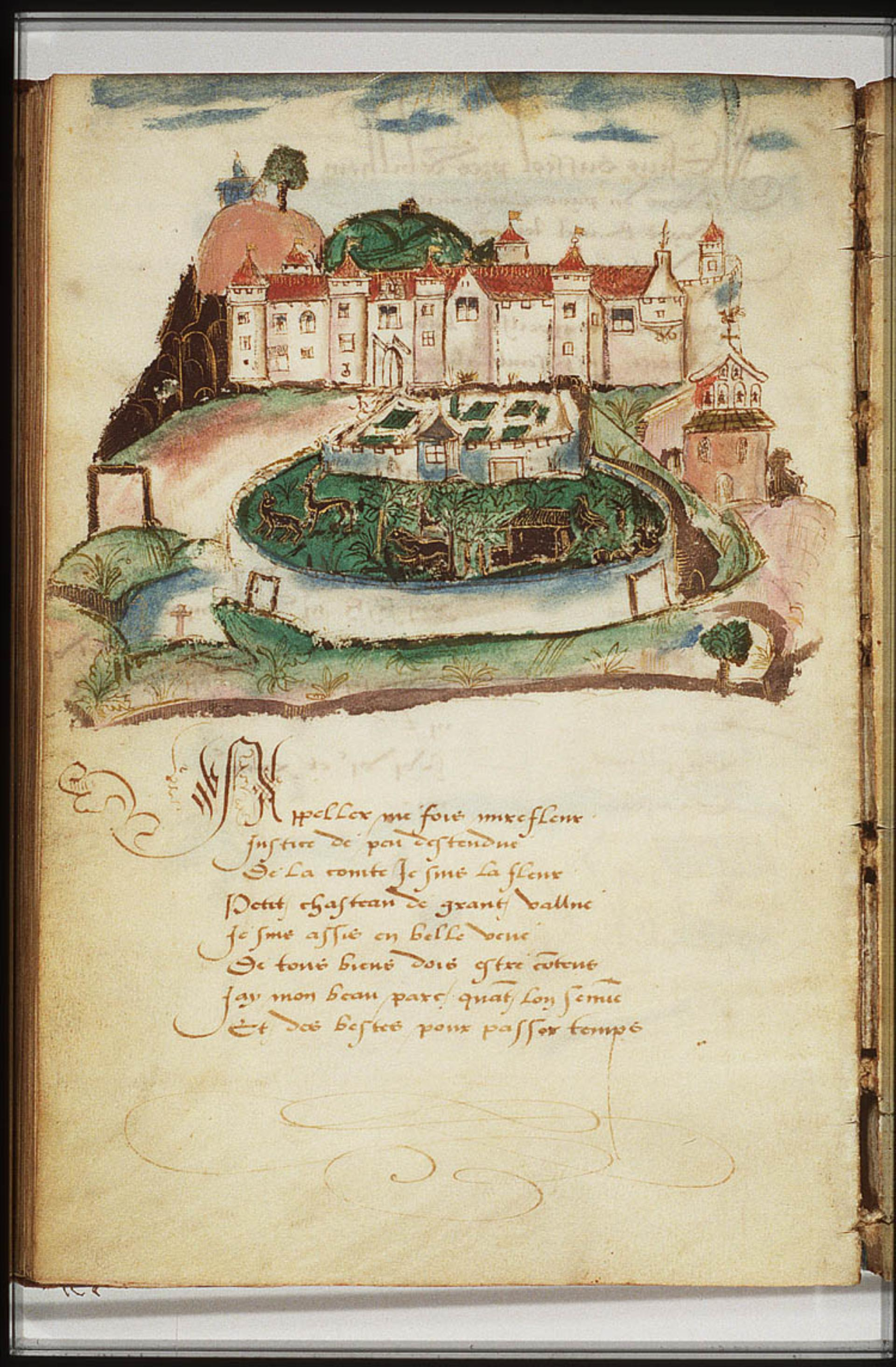
Kasteel Mirefleurs
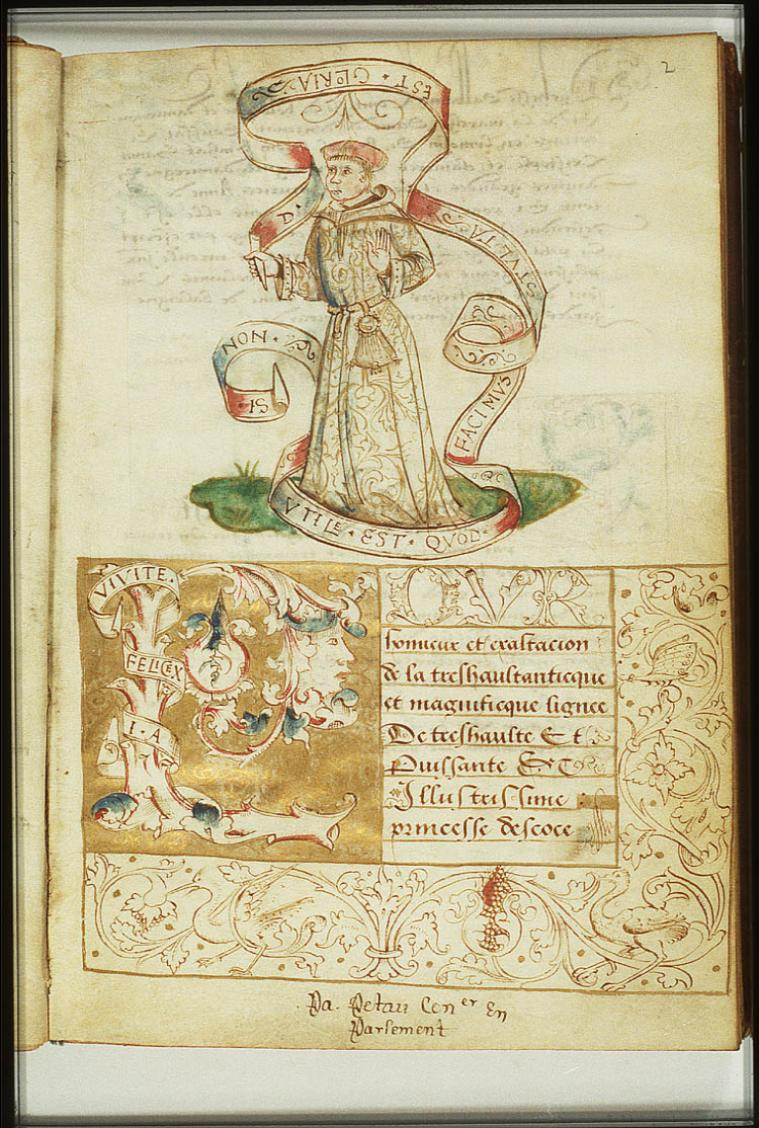
Tekening van een edelman. In de kapitaal is de tekst verwerkt 'Vivite felx I et A': 'Leef gelukkig John en Anne', een verwijzing naar het huwelijk van Anna de la Tour en John Stewart